# Asienmesterskabet i håndbold 1987 (mænd)
Asienmesterskabet i håndbold for mænd 1987 var den 4. udgave af Asienmesterskabet i håndbold for mænd. Turneringen blev afholdt i Amman i Jordan, som var værtsland for mesterskabet for første gang.
Mesterskabet blev vundet af Sydkorea, som dermed vandt den kontinentale mesterskabstitel for anden gang. I det afgørende gruppespil om medaljer vandt koreanerne med 28–24 over Japan, som vandt sølvmedaljer, og med 36–31 over Kuwait, som endte på tredjepladsen.
Turneringen fungerede også som den asiatiske del af kvalifikationen til håndboldturneringen ved de olympiske lege i Seoul i 1988, og holdene spillede om én ledig pladser ved OL, hvortil Sydkorea som værtsland allerede var kvalificeret. Derfor gik den ledige asiatiske OL-plads til mesterskabets sølvvindere fra Japan.

## Resultater

### Indledende runde
I den indledende runde var de 11 hold inddelt i to grupper med fire hold og en gruppe med tre hold. Hver gruppe spillede en enkeltturnering alle-mod-alle, og de to bedst placerede hold i hver gruppe gik videre til eliminationsrunden.

#### Gruppe A
| Kamp               | Res.  |
| ------------------ | ----- |
| Sydkorea – Bahrain | 38–21 |
| Sydkorea – Taiwan  | 35–26 |
| Bahrain – Taiwan   | 26–25 |

| Hold     | Kampe | Mål   | Point |
| -------- | ----- | ----- | ----- |
| Sydkorea | 2     | 73–47 | 4     |
| Bahrain  | 2     | 47–63 | 2     |
| Taiwan   | 2     | 51–61 | 0     |

#### Gruppe B
| Kamp            | Res.  |
| --------------- | ----- |
| Kuwait – Qatar  | 26–19 |
| Kuwait – Jordan | 31–12 |
| Kuwait – Nepal  | 40–70 |
| Qatar – Jordan  | 23–23 |
| Qatar – Nepal   | 41–11 |
| Jordan – Nepal  | 24–14 |

| Hold   | Kampe | Mål     | Point |
| ------ | ----- | ------- | ----- |
| Kuwait | 3     | 97–38   | 6     |
| Qatar  | 3     | 83–60   | 3     |
| Jordan | 3     | 59–68   | 3     |
| Nepal  | 3     | 132–105 | 0     |

#### Gruppe C
| Kamp               | Res.  |
| ------------------ | ----- |
| Japan – Kina       | 21–12 |
| Japan – Syrien     | 24–18 |
| Japan – Palæstina  | 41–14 |
| Kina – Syrien      | 30–18 |
| Kina – Palæstina   | 37–17 |
| Syrien – Palæstina | 24–14 |

| Hold      | Kampe | Mål     | Point |
| --------- | ----- | ------- | ----- |
| Japan     | 3     | 86–44   | 6     |
| Kina      | 3     | 79–56   | 4     |
| Syrien    | 3     | 60–68   | 2     |
| Palæstina | 3     | 145–102 | 0     |

### Eliminationsrunde
I eliminitionsrunden deltog de seks hold, der var sluttet på første- eller andenpladsen i grupperne i den indledende runde. De seks hold blev parret i tre playoff-opgør, og vinderne af de tre opgør gik videre til medaljekampene, mens de tre tabere måtte nøjes med at spille videre om placeringerne 4-6.
| Kamp             | Res.  |
| ---------------- | ----- |
| Sydkorea – Kina  | 38–20 |
| Kuwait – Bahrain | 29–18 |
| Japan – Qatar    | 34–12 |

### Slutspil

#### Medaljeslutspil
Medaljeslutspillet havde deltagelse af de tre vindere fra eliminationsrunden, og de tre hold spillede en enkeltturnering alle-mod-alle.
| Kamp              | Res.  |
| ----------------- | ----- |
| Sydkorea – Japan  | 28–24 |
| Sydkorea – Kuwait | 36–31 |
| Japan – Kuwait    | 25–17 |

| Plac. | Hold     | Kampe | Mål   | Point |
| ----- | -------- | ----- | ----- | ----- |
| 1.    | Sydkorea | 2     | 64–55 | 4     |
| 2.    | Japan    | 2     | 49–45 | 2     |
| 3.    | Kuwait   | 2     | 48–61 | 0     |

#### Slutspil om 4.- til 6.-pladsen
Placeringskampene om 4.- til 6.-pladsen havde deltagelse af de tre tabere fra eliminationsrunden, og de tre hold spillede en enkeltturnering alle-mod-alle.
| Kamp            | Res.  |
| --------------- | ----- |
| Kina – Bahrain  | 21–19 |
| Kina – Qatar    | 21–15 |
| Bahrain – Qatar | 17–12 |

| Plac. | Hold    | Kampe | Mål   | Point |
| ----- | ------- | ----- | ----- | ----- |
| 4.    | Kina    | 2     | 42–34 | 4     |
| 5.    | Bahrain | 2     | 36–33 | 2     |
| 6.    | Qatar   | 2     | 27–38 | 0     |

### Samlet rangering
| Plac.  | Hold      |
| ------ | --------- |
| Guld   | Sydkorea  |
| Sølv   | Japan     |
| Bronze | Kuwait    |
| 4.     | Kina      |
| 5.     | Bahrain   |
| 6.     | Qatar     |
| 7.     | Taiwan    |
| 7.     | Syrien    |
| 7.     | Jordan    |
| 7.     | Palæstina |
| 7.     | Nepal     |